# Aechmea weilbachii
Espèce
Classification phylogénétique
Aechmea weilbachii est une espèce de plantes à fleurs de la famille des Bromeliaceae, endémique de la forêt atlantique (mata atlântica en portugais) au Brésil.

## Synonymes
- Aechmea subinermis Baker[1] ;
- Aechmea weilbachea Carrière[1] ;
- Aechmea weilbachii var. albipetala Leme & And.Costa[1] ;
- Aechmea weilbachii var. leodiensis André[1] ;
- Aechmea weilbachii f. leodiensis (André) E.Pereira & Leme[1] ;
- Aechmea weilbachii f. pendula Reitz[1] ;
- Aechmea weilbachii f. viridisepala E.Pereira & Leme[1] ;
- Aechmea weilbachii var. weilbachii[1] ;
- Lamprococcus laurentianus K.Koch[1] ;
- Lamprococcus weilbachii (Didr.) E.Morren[1] ;
- Quesnelia glaziovii Baker[1].

## Distribution
L'espèce est endémique des États d'Espírito Santo et de Rio de Janeiro au Brésil.

## Description
L'espèce est épiphyte.